# Karel Štipl
Karel Štipl (21. ledna 1889 Praha – 22. srpna 1972 Praha) byl český sochař, architekt a sklářský výtvarník.

## Život
Narodil se v rodině kočího Františka Štipla (1861-??) a matky Františky, rozené Čeňkové (1863-??) jako nejstarší ze tří synů.
Před první světovou válkou studoval UPŠ v Praze, žák Josefa Drahoňovského a Josipa Plečnika. Když profesor Drahoňovský zemřel, stal se Karel Štipl jeho nástupcem na speciálce pro „užité sochařství se zvláštním zřetelem ke sklu a glyptice“.
Dne 20. července 1922 se v Praze oženil s Helenou Benešovou (*1899), dcerou malíře Jana Beneše (1873–1946). Roku 1929 si postavil rodinný dvojdům v ulici na Míčánce v Dejvicích.
Za okupace byl vězněn v terezínské Malé pevnosti.
V roce 1959 mu byl propůjčen Řád práce "...za vynikající tvorbu v oboru sochařství a užitého umění a za úspěšnou činnost pedagogickou".
Zemřel v Praze, je pohřben na pražském šáreckém hřbitově.

## Dílo

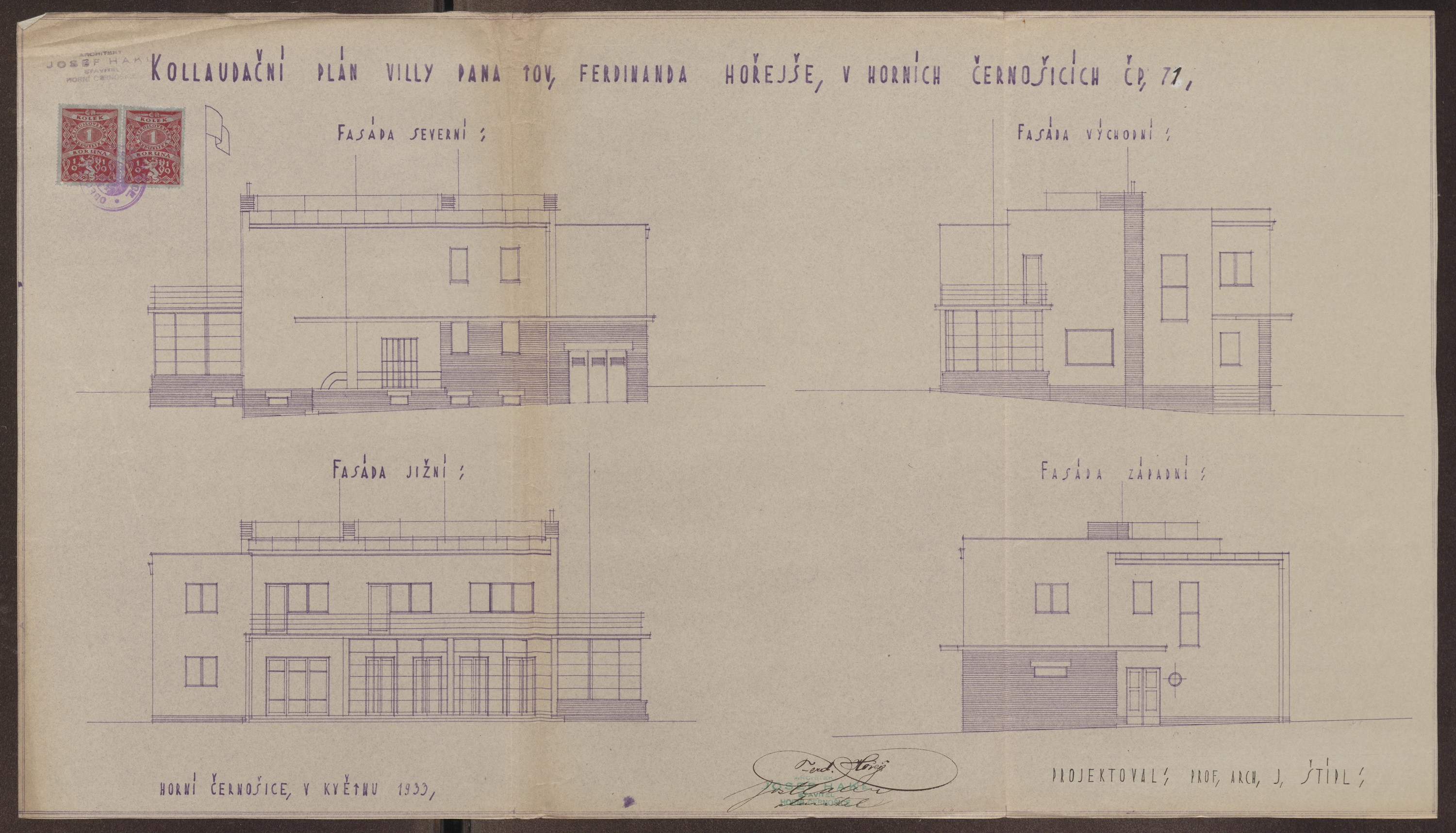
Kolaudační plán vily Ferdinanda Hořejše v Černošicích z roku 1933 (SOkA Praha-venkov)

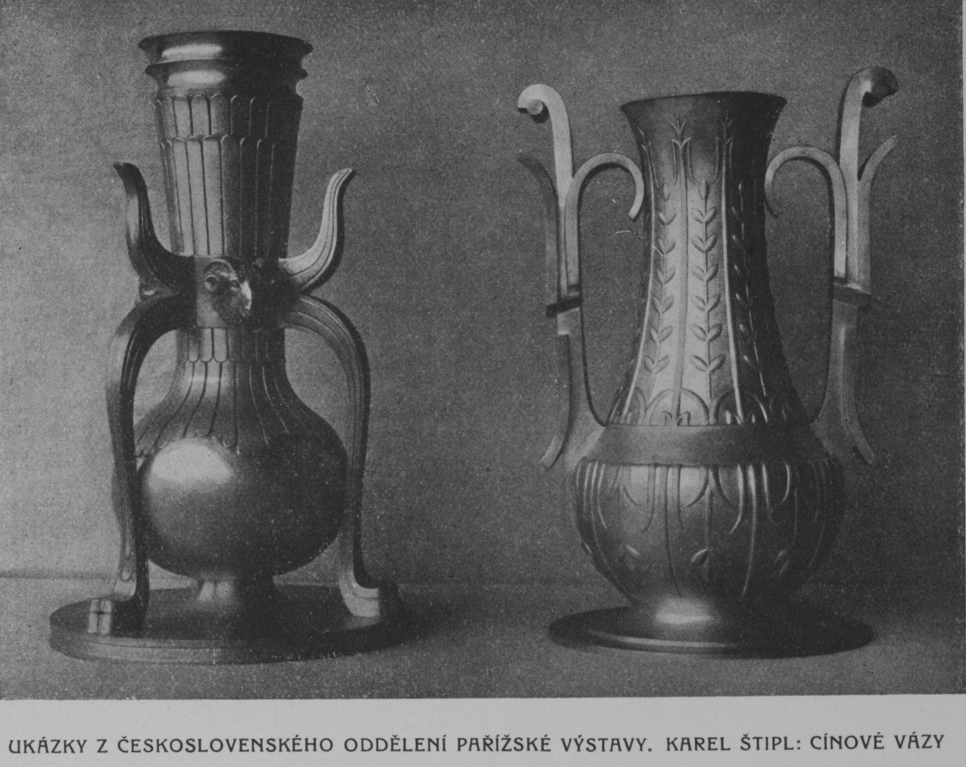
Karel Štipl, cínové vázy, 1925

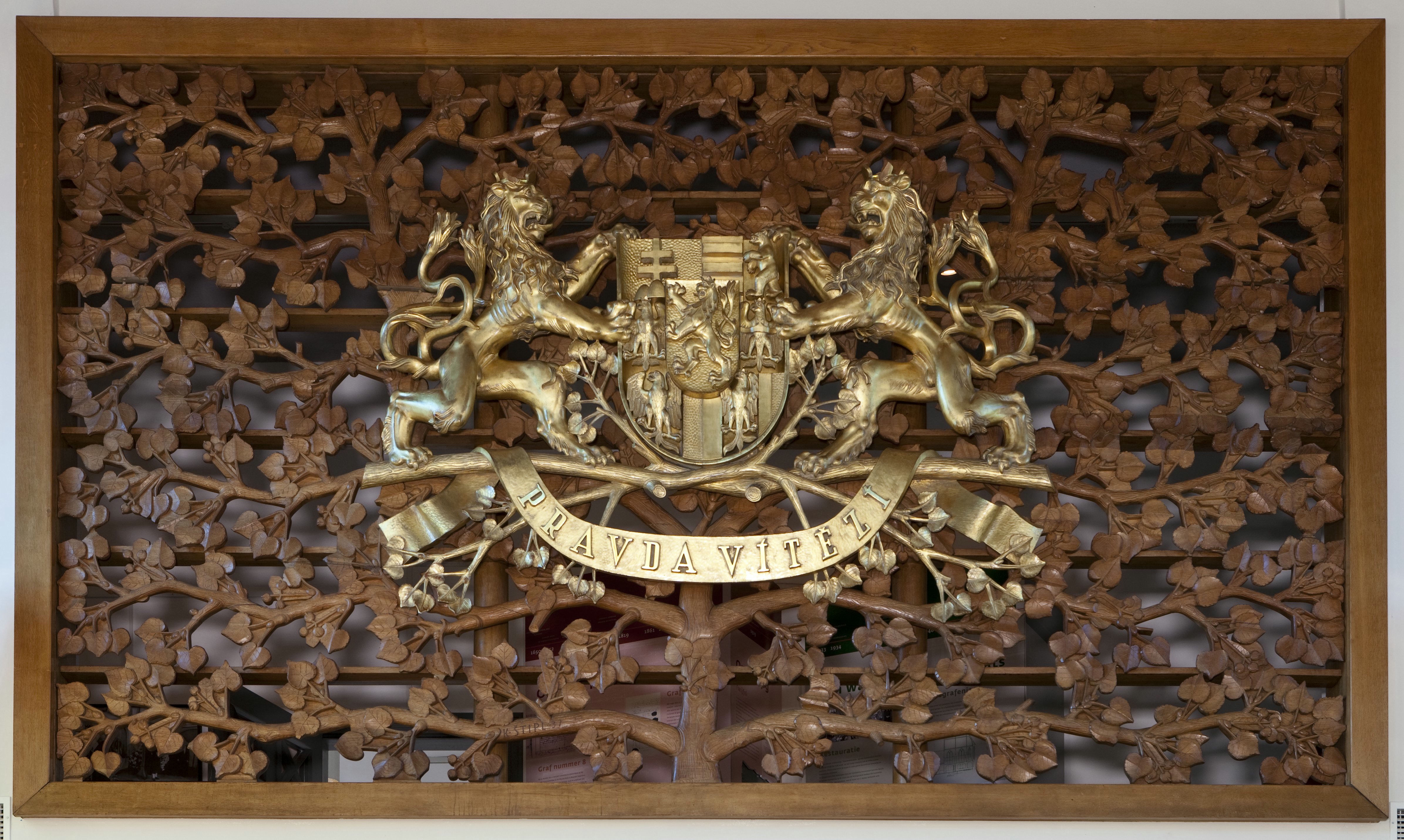
Státní znak v památníku Jana Amose Komenského v Naardenu

Karel Štipl se podílel na řadě významných soukromých i veřejných zakázek z rozmanitých oborů, např.:
- Účastnil se soutěže na výzdobu Památníku osvobození na Vítkově.
- Pro památník J. A. Komenského v Naardenu vytvořil mříže v kapli a prvorepublikový státní znak s nápisem "Pravda vítězí".[9]
- Byl spoluautorem architektonického řešení Sletové sokolské výstavy v roce 1932 na pražském Výstavišti.[10]
- Podílel se na výzdobě interiérů Kramářovy vily v Praze.[11]
- Projektoval též obytné stavby v Dejvicích na Hanspaulce.[12]
- Vila Ferdinanda Hořejše v Černošicích, Karlštejnská 274, spolu s Milošem Hořejšem, 1933[13]
- Sejmul posmrtnou masku Karla Kramáře[14]
- Náhrobní plastika:
  - Plastika sv. Václava mezi dvěma anděli na náhrobku Hynka Puce (1938)
  - Medailon s reliéfem ženy pro náhrobek Josefa Drahoňovského (1939)
- V roce 1958 připravil skleněnou plastiku pro československý pavilon na světové výstavě EXPO 58 v Bruselu.[15]